# Juliet (canción de Modern Talking)
Juliet (Julieta) es el segundo sencillo del undécimo álbum de Modern Talking, Victory. Este tema tiene tendencia disco y por el falsete recuerda a Bee Gees.

## Sencillo
CD-Maxi Hansa 74321 93836 2 (BMG) / EAN 0743219383624	29.04.2002
1. 	Juliet		 3:37
2. 	Juliet (Jeo's Remix)		5:05
3. 	Higher Than Heaven (U-Max Mix)	3:39
4. 	Down On My Knees		3:42

### Charts
| Chart (2002) | Peak position |
| ------------ | ------------- |
| Alemania     | 25            |
| Austria      | 42            |
| Estonia      | 30            |
| Hungría      | 3             |
| Lituania     | 21            |
| Paraguay     | 4             |
| Rusia        | 10            |
| Suiza        | 83            |
| Ucrania      | 3             |

- Datos: Q3496370